# Silkroad
Silkroad, ovvero Silk Road Project, Inc. è un'organizzazione no-profit creata dal violoncellista americano Yo-Yo Ma nel 1998, con lo scopo di promuovere la collaborazione tra artisti e istituzioni, promuovendo lo scambio artistico multiculturale. Il progetto si ispira alla tradizione culturale che si poteva incontrare lungo la antica via della seta.
La sperimentazione culturale e musicale avviene tramite un'orchestra appositamente allestita, la Silk Road Ensemble.
Nel 2015, è stato girato il film documentario Yo-Yo Ma e i musicisti della via della seta diretto da Morgan Neville.

## Silk Road Ensemble
La Silk Road Ensemble è un'orchestra facente parte del progetto Silkroad. L'orchestra non è composta da determinati artisti ma è un collettivo variabile di musicisti, compositori, arrangiatori, artisti e storytellers provenienti dai paesi euroasiatici.

### Discografia
- 2001 - Silk Road Journey: When Strangers Meet
- 2005 - Silk Road Journeys: Beyond the Horizon (pubblicato precedentemente in Giappone nel 2004 col titolo Enchantment)
- 2007 - New Impossibilities
- 2008 - Traditions and Transformations: Sounds of Silk Road Chicago
- 2009 - Off the Map
- 2013 - A Playlist Without Borders
- 2016 - Sing Me Home

### Formazione
Insieme a Yo-Yo Ma, sono presenti i seguenti artisti:
- Siamak Aghaei - santur/composer
- Edward Arron - violoncello
- Kinan Azmeh - clarinetto
- Jeffrey Beecher - contrabbasso
- Mike Block - violoncello
- Nicholas Cords - viola
- Gevorg Dabaghyan - duduk
- Sandeep Das - tabla/composer
- Joel Fan - pianoforte
- Haruka Fujii - percussioni
- Jonathan Gandelsman - violino
- Joseph Gramley - percussion/compositore
- Ben Haggarty - storyteller
- He Cui - sheng
- Hu Jianbing - sheng, bawu
- Rauf Islamov - kamancheh
- Colin Jacobsen - violino/compositore
- Siamak Jahangiry - ney
- Kayhan Kalhor - kamancheh/compositore
- Khongorzul Ganbaatar - urtiin duu (long song)
- Dong-Won Kim - janggo, voce/compositore
- Ji Huyun Kim - kayagum, voce
- You-Young Kim - viola
- Li Hui - pipa
- Liu Lin - sanxian
- Ali Asgar Mammadov - tar
- Max Mandel - viola
- Gulia Mashurova - arpa
- Kevork Mourad - visual artist
- Cristina Pato - gaita galiziana
- Alim Qasimov - mugham vocals
- Fargana Qasimova - mugham vocals
- Bassam Saba - oud, ney/compositore
- Shane Shanahan - percussioni/compositore
- Mark Suter - percussioni/compositore
- Kojiro Umezaki - shakuhachi/compositore
- Wu Man - pipa
- Wu Tong - sheng, bawu/compositore
- Betti Xiang - erhu
- Yang Wei - pipa
- DaXun Zhang - contrabbasso
- Jason Duckles - violoncello